# Táncsics Mária
Táncsics Mária (Budapest, 1930. október 1. – Budapest, 1993. január 3.) magyar színésznő.

## Életpályája
Színészi oklevelét 1948-ban kapta meg a Színház- és Filmművészeti Főiskolán. 1949–1950 között a Nemzeti Színházban kezdte pályáját. 1950–1951 között a Pécsi Nemzeti Színházhoz szerződött. 1951–1953 között az Ifjúsági Színházhoz szerződött. 1953–1956 között a Honvéd Művész Együttes tagja volt. 1957-től egy évet Szolnokon, majd két évadot a győri Kisfaludy Színházban töltött. 1960–1964 között a Pest megyei Petőfi Színpad művésze volt. 1964–től az Állami Déryné Színház, 1978-tól a jogutód Népszínház színésznője volt.
Táncsics Mihály a dédapja testvére volt.

## Fontosabb színházi szerepei
- William Shakespeare: Othello... Desdemona
- William Shakespeare: Vízkereszt vagy amit akartok... Olivia
- William Shakespeare: Rómeó és Júlia... Capuletné
- Anton Pavlovics Csehov: Sirály... Nyina
- Alekszandr Nyikolajevics Osztrovszkij: Vihar... Katyerina, Tyihon felesége
- Makszim Gorkij: Jegor Bulicsov... Glafira
- Molière: Tartuffe... Elmira
- Carlo Goldoni: Ki az úr a házban?... Zanetta
- Edmond Rostand: Cyrano de Bergerac... Roxanne
- Szophoklész: Elektra... Klütaimnésztra
- Friedrich Schiller: Don Carlos... Eboli hercegnő
- John Osborne: Dühöngő ifjúság... Helena Porter
- Bornemisza Péter: Magyar Elektra... Klütaimnesztra
- Szigligeti Ede: Liliomfi... Mariska
- Vörösmarty Mihály: Csongor és Tünde... Tünde; Ledér
- Jókai Mór: Az új földesúr... Hermin
- Jókai Mór: Gazdag szegények... Lidi
- Csiky Gergely: Ingyenélők... Irén
- Molnár Ferenc: Olympia... Olympia
- Zilahy Lajos: A szűz és a gödölye... Margit
- Móricz Zsigmond: Rokonok... Magdaléna
- Vas István – Illés Endre: Trisztán... Izolda
- Szirmai Albert – Bakonyi Károly – Gábor Andor: Mágnás Miska... Rolla
- Huszka Jenő: Gül baba... Leila
- Fényes Szabolcs: Maya... Maya
- Jacobi Viktor: Leányvásár... Lucy, Harrison lánya
- William Somerset Maugham: Imádok férjhez menni... Mama

## Filmek, tv
- Semmelweis (1952)
- Kiskrajcár (1953)
- Gázolás (1955)
- Te rongyos élet (1984)
- Bernarda Alba háza (1987)
- Soha, sehol, senkinek! (1988)
- Szomszédok (sorozat)

- 52. rész (1989) ... OTP adminisztrátor
- 67. rész (1989) ... Piroska, vásárló
- Pornósztár volt őnagysága (1989)